# 波日尼亞
50°30′46″N 35°20′21″E / 50.51278°N 35.33917°E
波日尼亞（烏克蘭語：Пожня）是位於烏克蘭東北部的村莊，由蘇梅州奥赫蒂尔卡区的大皮薩里夫卡市鎮負責管轄。該村處於沃爾斯克拉河右岸，距離斯塔尼奇涅2公里和傑爾諾韋4公里，海拔高度127米，2001年人口799。